# 景雲
景雲（710年七月—712年正月）是唐睿宗李旦的年号，共计3年。

## 改元
- 唐隆元年七月二十己巳（710年8月19日），改元景雲。[2][3][4]
- 景雲三年正月十九己丑（712年3月1日），改元為太極。[5][6][7]

## 大事记
- 景雲二年，分置十道按察使，提刑按察使司按察使成為常設官員。
- 景雲二年，賀拔延嗣為涼州都督充河西節度使，節度使開始成為正式的官職。

## 出生
景雲三年
- 杜甫

## 纪年
| 景雲 | 元年  | 二年  | 三年  |
| ---- | ----- | ----- | ----- |
| 公元 | 710年 | 711年 | 712年 |
| 干支 | 庚戌  | 辛亥  | 壬子  |

## 同期存在的其他政权年号
- 中國
  - 中元克復（710年）：唐朝時期—譙王李重福之年號
- 日本
  - 和銅（708年－715年）：奈良時代—元明天皇之年號

## 參看
- 中國年號索引

## 文內注釋
1. ↑  李崇智，《中國歷代年號考》，第101頁。
2. ↑  劉昫.  . 维基文库.「〔景龍四年七月〕己巳，冊平王為皇太子。大赦天下，改元為景雲。」
3. ↑  歐陽脩.  . 维基文库.「〔景雲元年七月〕己巳，大赦，改元，賜內外官及子為父後者勳一轉。」
4. ↑  司馬光.  . 维基文库.「〔景雲元年七月〕己巳，赦天下，改元；凡韋氏餘黨未施行者，咸赦之。」
5. ↑  劉昫.  . 维基文库.「〔景雲三年正月〕己丑，大赦天下，改元為太極。」
6. ↑  歐陽脩.  . 维基文库.「先天元年正月……己丑，大赦，改元曰太極。」
7. ↑  司馬光.  . 维基文库.「〔先天元年正月〕己丑，赦天下；改元太極。」